# Benny Mardones

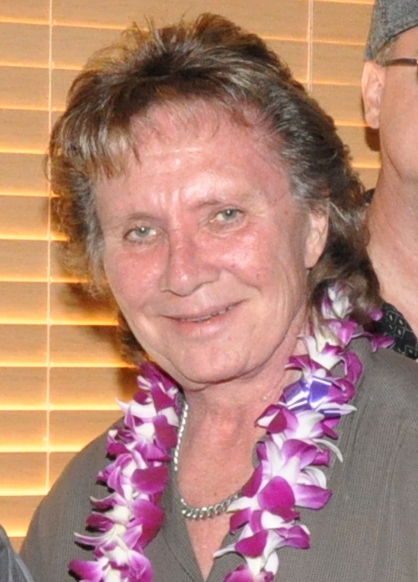
Benny Mardones

Benny Mardones (* 9. November 1946 in Cleveland, Ohio; † 29. Juni 2020 in Menifee, Kalifornien) war ein US-amerikanischer Singer-Songwriter. Sein bekanntester Song ist  Into the Night aus dem Jahr 1980.

## Leben
Mardones wurde 1946 in Cleveland geboren und wuchs in Savage, Maryland auf. Als Teenager gründete er seine erste Band und trat in örtlichen Highschools und Colleges in Maryland auf. Sein Debütalbum Thank God for Girls erschien 1978. Das Album enthält Coverversionen des Alessi-Brothers-Songs All for a Reason und des Bee-Gees-Hits I Started a Joke. All for a Reason wurde als Promo-Single veröffentlicht.
Bekannt wurde Mardones durch seine Hit-Single Into the Night, die 1980 und nochmals 1989 in den Top 20 der Billboard-Single-Charts zu finden war. Langfristig blieb Mardones allerdings ein One-Hit-Wonder. Ein überraschendes Comeback gelang ihm 2002 und 2003, als drei seiner Singles die Adult-Contemporary-Charts von Billboard erreichten. I Need a Miracle, I Want It All (2002) und I Know You by Heart (2003, ein Duett mit Katrina Carlson) platzierten sich in den Top 30.
Mardones lebte ab 1985 einige Jahre in Syracuse, New York, bevor er nach Playa Del Rey in Kalifornien zog. 1985 wurde er Vater eines Sohnes. Sein Leben in Syracuse und die Geburt seines Sohnes halfen ihm nach eigener Aussage, seine Kokainsucht zu überwinden. 2001 wurde bei ihm die Parkinson-Krankheit diagnostiziert. Für die Behandlung dieser und mehrerer anderer Erkrankungen richtete seine Familie 2018 eine Crowdfunding-Seite ein. Er starb im Juni 2020 in Kalifornien im Alter von 73 Jahren.

## Diskografie

### Studioalben
| Jahr | Titel                 | Höchstplatzierung, Gesamtwochen, AuszeichnungChartsChartplatzierungen (Jahr, Titel, Platzierungen, Wochen, Auszeichnungen, Anmerkungen) | Anmerkungen                          |
| Jahr | Titel                 | US | Anmerkungen                          |
| ---- | --------------------- | --- | ------------------------------------ |
| 1980 | Never Run, Never Hide | US65 (24 Wo.)US | Erstveröffentlichung: September 1980 |

Weitere Veröffentlichungen
- 1978: Thank God for Girls
- 1981: Live Sides EP
- 1981: Too Much to Lose
- 1985: Unauthorized
- 1986: American Dreams
- 1989: Benny Mardones
- 1996: Stand By Your Man: Best of
- 1998: Bless a Brand New Angel
- 2002: A Journey Through Time
- 2006: Let’s Hear It for Love
- 2008: Extended Versions
- 2013: The Lost Tapes EP

### Singles
| Jahr | Titel Album                          | Höchstplatzierung, Gesamtwochen, AuszeichnungChartsChartplatzierungen (Jahr, Titel, Album, Platzierungen, Wochen, Auszeichnungen, Anmerkungen) | Anmerkungen                     |
| Jahr | Titel Album                          | US | Anmerkungen                     |
| ---- | ------------------------------------ | --- | ------------------------------- |
| 1980 | Into the Night Never Run, Never Hide | US11 (37 Wo.)US | Erstveröffentlichung: Juni 1980 |